# Godisson
Godisson és un municipi francès situat al departament de l'Orne i a la regió de Normandia. L'any 2007 tenia 108 habitants.

## Demografia

### Població
El 2007 la població de fet de Godisson era de 108 persones. Hi havia 40 famílies de les quals 8 eren unipersonals (8 homes vivint sols), 12 parelles sense fills i 20 parelles amb fills.
La població ha evolucionat segons el següent gràfic:
Habitants censats

### Habitatges
El 2007 hi havia 54 habitatges, 40 eren l'habitatge principal de la família, 11 eren segones residències i 3 estaven desocupats. Tots els 54 habitatges eren cases. Dels 40 habitatges principals, 28 estaven ocupats pels seus propietaris i 11 estaven llogats i ocupats pels llogaters; 8 tenien tres cambres, 12 en tenien quatre i 19 en tenien cinc o més. 25 habitatges disposaven pel capbaix d'una plaça de pàrquing. A 16 habitatges hi havia un automòbil i a 20 n'hi havia dos o més.

### Piràmide de població
La piràmide de població per edats i sexe el 2009 era:
| Homes | Edats   | Dones |
| ----- | ------- | ----- |
| 0     | 95 o +  | 0     |
| 0     | 90 a 94 | 0     |
| 4     | 85 a 89 | 4     |
| 0     | 80 a 84 | 4     |
| 0     | 75 a 79 | 4     |
| 0     | 70 a 74 | 0     |
| 8     | 65 a 69 | 4     |
| 0     | 60 a 64 | 4     |
| 4     | 55 a 59 | 4     |
| 4     | 50 a 54 | 4     |
| 0     | 45 a 49 | 0     |
| 8     | 40 a 44 | 4     |
| 8     | 35 a 39 | 12    |
| 0     | 30 a 34 | 0     |
| 4     | 25 a 29 | 0     |
| 0     | 20 a 24 | 0     |
| 0     | 15 a 19 | 0     |
| 0     | 10 a 14 | 4     |
| 12    | 5 a 9   | 0     |
| 8     | 0 a 4   | 8     |

## Economia
El 2007 la població en edat de treballar era de 62 persones, 49 eren actives i 13 eren inactives. De les 49 persones actives 45 estaven ocupades (27 homes i 18 dones) i 4 estaven aturades (1 home i 3 dones). De les 13 persones inactives 4 estaven jubilades, 4 estaven estudiant i 5 estaven classificades com a «altres inactius».
Activitats econòmiques
Dels 3 establiments que hi havia el 2007, 1 era d'una empresa de construcció, 1 d'una empresa de comerç i reparació d'automòbils i 1 d'una empresa de serveis.
L'únic servei als particulars que hi havia el 2009 era un paleta.
L'any 2000 a Godisson hi havia 9 explotacions agrícoles que ocupaven un total de 308 hectàrees.

## Poblacions més properes
El següent diagrama mostra les poblacions més properes.